# La Pesse
La Pesse település Franciaországban, Jura megyében. Lakosainak száma 332 fő (2022. január 1.). La Pesse Belleydoux, Champfromier, Chézery-Forens, Bellecombe, Les Bouchoux, Coiserette és Les Moussières községekkel határos.

## Népesség
A település népességének változása:
| Lakosok száma | 275  | 232  | 245  | 326  | 358  | 356  | 343  | 334  | 329  | 332  |
|               | 1968 | 1982 | 1990 | 2006 | 2013 | 2015 | 2017 | 2019 | 2020 | 2022 |